# Taufbecken Clermont (Oise)

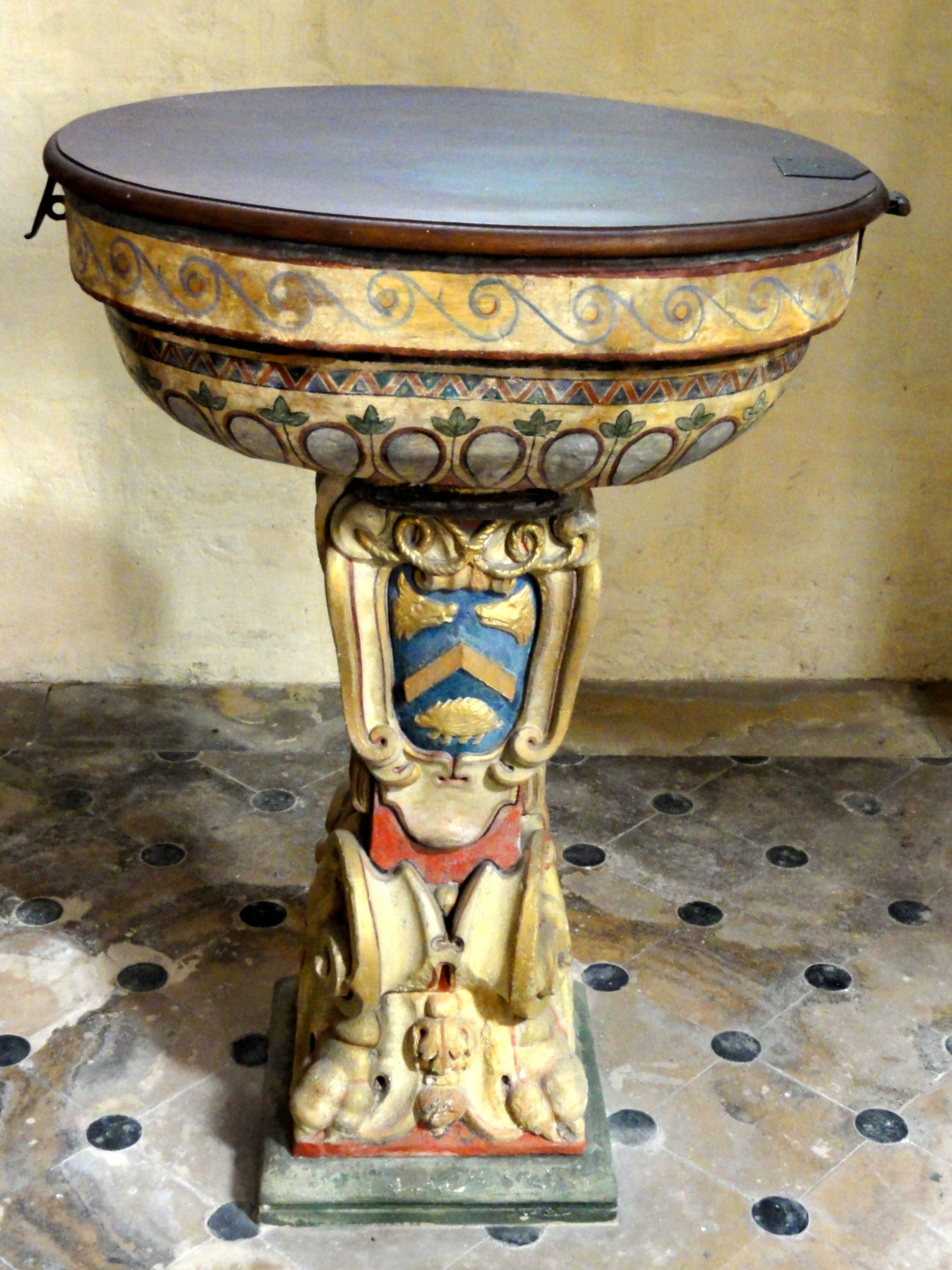
Taufbecken in Clermont

Das Taufbecken in der katholischen Pfarrkirche St-Samson in Clermont, einer französischen Gemeinde im Département Oise in der Region Hauts-de-France, wurde ursprünglich im 16. Jahrhundert geschaffen und im 18. Jahrhundert barockisiert. 
Im Jahr 1987 wurde das Taufbecken als Monument historique in die Liste der geschützten Objekte (Base Palissy) in Frankreich aufgenommen.
Das Taufbecken aus Stein steht auf einem reich skulptierten Sockel, der an beiden Seiten mit je einem Wappen geschmückt ist. Die farbige Fassung mit Fries und Godronierung stammt aus dem 19. Jahrhundert.  